# Vella pseudocytisus
El pítano, Vella pseudocytisus, es una especie de planta brasicácea endémica de la península ibérica y el Norte de África, cuyas subespecies peninsulares están en peligro de extinción.
Existen cuatro subespecies, con poblaciones peninsulares muy reducidas y disjuntas: la sbsp. paui en Teruel, Aragón; la sbsp. pseudocytisus con dos núcleos poblacionales: uno en Aranjuez y Ontígola y otro en Yeles (Toledo); la sbsp. glabrata en el Norte de Marruecos y zonas adyacentes de Argelia; y la sbsp. orcensis, recientemente escindida de la subspecie nominal, en Orce, Granada.

## Descripción
Planta de porte arbustivo, de en torno a 1 m de altura. Hojas sentadas, espatuladas y obovadas, con el ápice redondeado, y coriáceas. Flores amarillas en racimos, de sépalos pelosos y cuyos cuatro pétalos poseen una larga y delgada uña más o menos venada de púrpura que acaba en un lóbulo orbicular. Fruto en silícula articulada en dos artejos: uno valvar globoso que contiene una o dos semillas; y otro estilar, plano, de forma coclear. Fruto dehiscente, con autocoria balística.
Las subsp. pseudocytisus y orcensis poseen hojas, tallos jóvenes y silículas todos híspidos, pelosos.
La subsp. paui aragonesa posee tallos y frutos glabros, y hojas con solo el margen peloso o totalmente glabras.

## Hábitat
Especie gipsícola, ligada a taludes o colinas de suelos yesíferos (de calizas/margas yesíferas...), en ambientes de matorral abierto con clima continental y relativa aridez.
Planta con predominio en ambiente silvestre de la propagación vegetativa por estolones debido a la naturaleza su hábitat.

## Conservación
El pítano (subspecie nominal) es objeto de conservación en el Jardín Botánico de Castilla-La Mancha, en Albacete, donde se puede observar en las recreaciones de su hábitat, las estepas yesosas de Toledo, así como otras subespecies ibéricas.